# Euan Morton
Euan Douglas George Morton (Bo'ness, 11 de agosto de 1977) es un actor y cantante británico, reconocido por su interpretación de Boy George en el musical Taboo, por la que recibió nominaciones a los premios Laurence Olivier y Tony. Interpretó además al rey Jorge en el musical Hamilton en Broadway. Ha publicado hasta la fecha dos álbumes de estudio. Es padre del actor infantil Iain Armitage.

## Filmografía

### Cine
| Año  | Título                             | Papel       | Notas |
| ---- | ---------------------------------- | ----------- | ----- |
| 1999 | Captain Jack                       | Reportero   |       |
| 2007 | ShowBusiness: The Road to Broadway | Él mismo    |       |
| 2009 | My Dog Tulip                       | Veterinario | Voz   |
| 2015 | The Night Before                   |             |       |

### Televisión
| Año     | Título               | Papel         | Notas       |
| ------- | -------------------- | ------------- | ----------- |
| 2000    | London's Burning     | Davie         | 2 episodios |
| 2000    | Taggart              | Bobby         | 1 episodio  |
| 2000    | The Knock            | Colin Hunter  | 1 episodio  |
| 2000    | The Bill             | Fraser        | 2 episodios |
| 2000–01 | Something in the Air | Swampy        | 2 episodios |
| 2008    | Great Performances   | Lingniere     | 1 episodio  |
| 2012    | Outside the Box      | Travis Bickle | 1 episodio  |
| 2016    | The Good Wife        | Ivr Bircher   | 1 episodio  |